# Aleksey Savrasenko
Aleksey Savrasenko (28 de fevereiro de 1979) é um basquetebolista profissional russo.

## Carreira
Aleksey Savrasenko integrou a Seleção Russa de Basquetebol, em Pequim 2008, que terminou na nona colocação.

## Títulos
Seleção Russa
- EuroBasket: 2007